# Мйонжа
Мйонжа (пол. Miąża) — село в Польщі, у гміні Дамаславек Вонґровецького повіту Великопольського воєводства.
У 1975-1998 роках село належало до Пільського воєводства.